# Різниківська сільська рада (Вовчанський район)
Різникі́вська сільська́ ра́да — адміністративно-територіальна одиниця та орган місцевого самоврядування в Вовчанському районі Харківської області. Адміністративний центр — село Різникове.

## Загальні відомості
- Різниківська сільська рада утворена в 1924 році.
- Територія ради: 57,87 км²
- Населення ради: 550 осіб (станом на 2001 рік)

## Населені пункти
Сільській раді підпорядковані населені пункти:
- с. Різникове
- с. Бузове
- с. Красний Яр
- с. Лошакове
- с. Лукашове
- с. Сердобине
- с. Хижнякове
- с. Черняків

### Колишні населені пункти
- Бузове Друге

## Склад ради
Рада складається з 12 депутатів та голови.
- Голова ради: Гринько Тетяна Олексіївна
- Секретар ради: Ченцова Галина Станіславівна

### Керівний склад попередніх скликань
| Прізвище, ім'я, по батькові | Основні відомості                                                         | Дата обрання | Дата звільнення |
| --------------------------- | ------------------------------------------------------------------------- | ------------ | --------------- |
| Гринько Тетяна Олексіївна   | Сільський голова, 1969 року народження, освіта вища, позапартійна         | 26.03.2006   | 31.10.2010      |
| Гринько Тетяна Олексіївна   | Сільський голова, 1969 року народження, освіта вища, член Партії регіонів | 31.10.2010   |                 |

Примітка: таблиця складена за даними сайту Верховної Ради України

### Депутати
За результатами місцевих виборів 2010 року депутатами ради стали:

#### За суб'єктами висування
| Суб'єкт висування                                       | Кількість обраних депутатів | %    |
| ------------------------------------------------------- | --------------------------- | ---- |
| Партія регіонів                                         | 9                           | 75   |
| Комуністична партія України                             | 2                           | 16,7 |
| Політична партія Всеукраїнське об'єднання «Батьківщина» | 1                           | 8,3  |

#### За округами
| № округу                                                | Прізвище, ім'я, по батькові  | Дата визнання обраним | Освіта  | Партійна приналежність                        | Відомості про обраного депутата                   |
| ------------------------------------------------------- | ---------------------------- | --------------------- | ------- | --------------------------------------------- | ------------------------------------------------- |
| Комуністична партія України                             |                              |                       |         |                                               |                                                   |
| 5                                                       | Гринько Ніна Петрівна        | 01.11.2010            | вища    | позапартійна                                  | Різниківська загальноосвітня школа, завуч         |
| 9                                                       | Артемонова Оксана Олексіївна | 01.11.2010            | середня | позапартійна                                  | приватний підприємець «Гончаров», продавець       |
| Партія регіонів                                         |                              |                       |         |                                               |                                                   |
| 1                                                       | Джура Анжела Вікторівна      | 01.11.2010            | вища    | член Партії регіонів                          | Різниківська загальноосвітня школа, директор      |
| 2                                                       | Рогос Ольга Миколаївна       | 01.11.2010            | вища    | член Партії регіонів                          | Різниківська загальноосвітня школа, вчитель       |
| 3                                                       | Сивовол Валентина Вікторівна | 01.11.2010            | вища    | член Партії регіонів                          | Різниківська загальноосвітня школа, вчитель       |
| 4                                                       | Біда Ірина Петрівна          | 01.11.2010            | середня | член Партії регіонів                          | ТОВ «Тарйгон Фармінг Харків», комірник            |
| 6                                                       | Русін Віталій Васильович     | 01.11.2010            | середня | член Партії регіонів                          | приватний підприємець                             |
| 7                                                       | Євтушенко Ірина Вікторівна   | 01.11.2010            | вища    | член Партії регіонів                          | Різниківська загальноосвітня школа, вчитель       |
| 8                                                       | Колінько Віктор Іванович     | 01.11.2010            | середня | член Партії регіонів                          | фермерське господарство «Колінко», фермер         |
| 11                                                      | Ченцова Галина Станіславівна | 01.11.2010            | середня | член Партії регіонів                          | Різниківська сільська рада, секретар              |
| 12                                                      | Радченко Галина Миколаївна   | 01.11.2010            | середня | член Партії регіонів                          | тимчасово не працює                               |
| Політична партія Всеукраїнське об'єднання «Батьківщина» |                              |                       |         |                                               |                                                   |
| 10                                                      | Гринько Ірина Юріївна        | 01.11.2010            | середня | член Всеукраїнського об'єднання «Батьківщина» | Відділення поштового зв'язку різникове, листоноша |